# Deutscher Judo-Verband

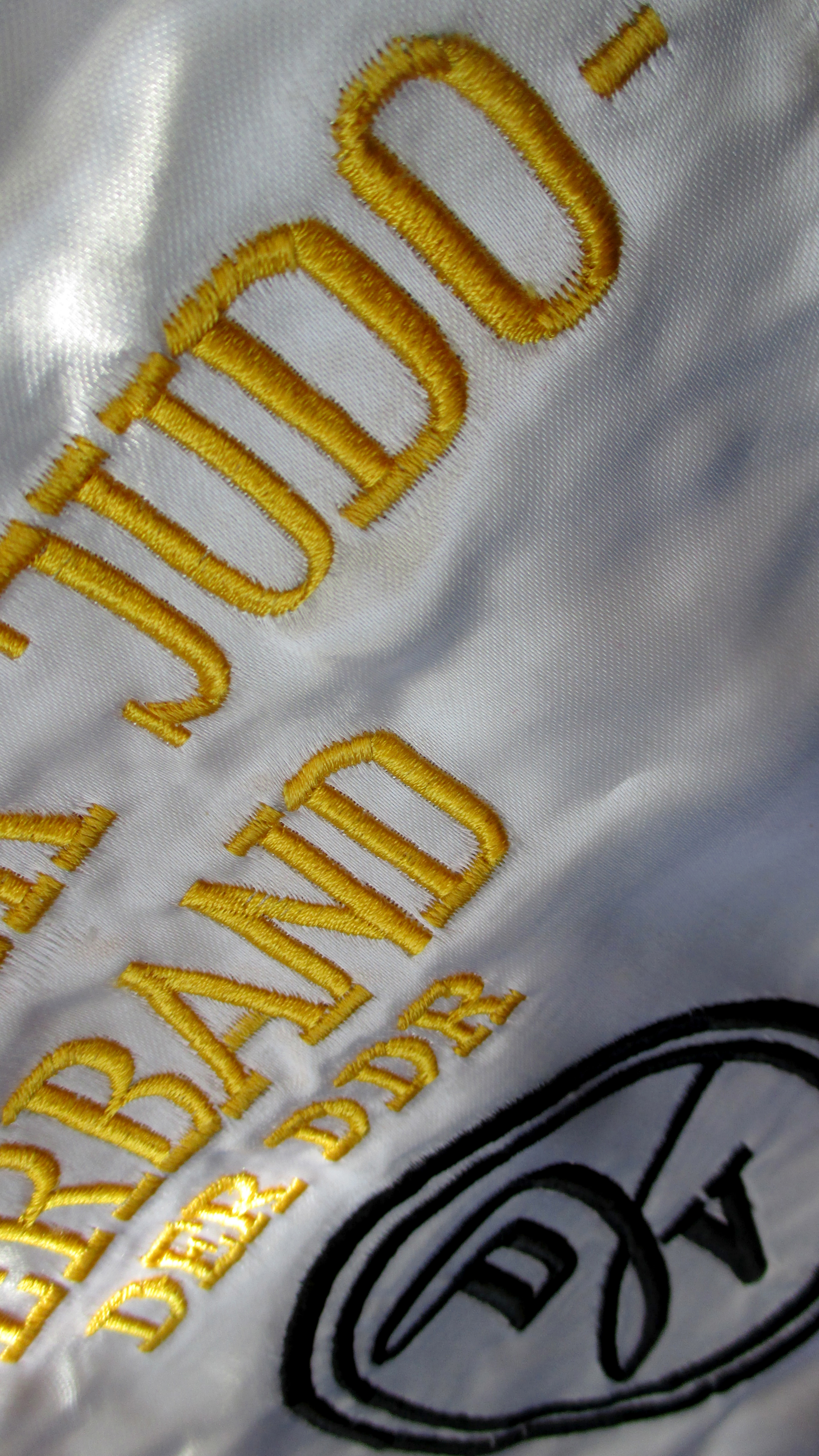
Fahne des Deutschen Judo Verband der DDR – aus Kunstseide

Der Deutsche Judo-Verband (DJV) war die Sportorganisation der Judoka in der Deutschen Demokratischen Republik.
Der Deutsche Judo-Verband der DDR ging unmittelbar aus der Sektion Judo im Deutschen Sportausschuß (DS) hervor. Bei der Gründung des DJV wurden die organisatorischen Strukturen, das Führungspersonal und die auf den Wettkampfsport orientierte Ausrichtung der vormaligen Sektion Judo im DS übernommen.

## Judo im Deutschen Sportausschuß
Nach dem Zweiten Weltkrieg untersagten die Besatzungsmächte deutschen Bürgern die Ausübung von Kampfsportarten. Um den systematischen Aufbau des Sports zu organisieren, wurde am 1. Oktober 1948 in der Sowjetischen Besatzungszone (SBZ) der Deutsche Sportausschuß (DS) gegründet. In der SBZ trainierten bis dahin einige Judo- und Jiu-Jitsu-Anhänger, wahrscheinlich deutlich weniger als 900 Sportler, heimlich in sogenannten Gymnastikgruppen. Die Verbotszeit überstand Judo in der SBZ als Randsportart vor allem an Hoch- und Fachschulen bei der Sportlehrerausbildung, im Studentensport und im Rahmen des Dienstsports der Deutschen Volkspolizei.

### 1949–1954
Nachdem schon Ende 1948 in Sachsen und Berlin kleinere Judoturniere stattgefunden hatten, wurde 1949 unter Führung des Berliner Dan-Trägers Hans Becker die Sportart Judo in die Abteilung Schwerathletik des DS aufgenommen. Von Anfang an wurde sehr großer Wert auf die Entwicklung des Judos ausschließlich als Wettkampfsport gelegt. Bezüge zum Jiu Jitsu und Nahkampfsport des früheren, NS-belasteten Fachamtes für Schwerathletik und zu namhaften deutschen Protagonisten vor 1945 wie Erich Rahn oder Otto Schmelzeisen wurden beim Neubeginn des Judosports in der DDR weitestgehend vermieden. Am 24. und 25. Juni 1950 fanden in Dresden die ersten Judo-Einzelmeisterschaften in der DDR statt. Anfangs waren im DS ca. 900 Judoka organisiert. Bei den von 1950 an jährlich stattfindenden Judo-Meisterschaften wurden die Wettkampfregeln ständig verbessert und internationalen Standards angepasst.
Im Oktober 1950 nahm die Deutsche Hochschule für Körperkultur (DHfK) in Leipzig den Lehrbetrieb auf und berief den Judo-Vizemeister Lothar Skorning als Dozenten für Sportgeschichte und als Sportlehrer mit dem Fachschwerpunkt Judo. Die Sportart Judo wurde in die Lehrpläne des Sportlehrer-Studiums aufgenommen. Damit erhielt Judo in der DDR einen Entwicklungsimpuls, der sich in den folgenden Jahren auszahlte. Im November 1950 gründeten der westdeutsche Deutsche Athleten-Bund (DAB) und die Abteilung Schwerathletik des DS die Deutsche Athleten-Union (DAU), die für die Sportarten der Schwerathletik gesamtdeutsche Meisterschaften organisierte. Entsprechend den Vereinbarungen in der DAU nahmen einige Judoka aus der DDR bis 1954 auch in Westdeutschland an gesamtdeutschen Meisterschaften teil.
Knapp drei Jahre nachdem Gunji Koizumi in London die Europäische Judo-Union (EJU) wiederbelebt hatte, beantragten Lothar Skorning und Ernst Lassahn für die Judoka der DS-Schwerathletik im Juni 1951 beim damaligen Präsidenten der EJU, Aldo Torti, die Mitgliedschaft. Erstmals trat anlässlich der III. Weltfestspiele der Jugend und Studenten im August 1951 eine Judoauswahlmannschaft des DS gegen eine ausländische Mannschaft an, wobei die Mannschaft der französischen Arbeitersport-Föderation (FSGT-Fédération sportive et gymnique du travail) besiegt wurde. Im September 1951 fand in Görlitz der Endkampf um die erste DDR-Mannschaftsmeisterschaft statt. Gegner waren die Meistermannschaften aus Sachsen und Berlin, BSG Motor Südost Leipzig und BSG Mechanik Friedrichshain/Ost. Die Mannschaft aus Berlin siegte. Am 22. Oktober 1951 konstituierte sich in Berlin beim Präsidium der Sektion Schwerathletik im DS der Zentrale Fachausschuß Judo unter der Leitung von Hans Becker, der die Gründung einer selbstständigen Sektion Judo im DS vorbereitete.
Am 1. März 1952 formierte sich noch unter dem Dach der Schwerathletik die Sektion Judo, die dann ab dem 21. September 1952 eine eigenständige Sektion im DS bildete. Lothar Skorning wurde zum Präsidenten der Sektion Judo gewählt. Auf dem EJU-Kongress im August 1952 in Zürich wurde die Sektion Judo des DS unter Vorbehalt der weiteren organisatorischen Entwicklung des Judosports in Deutschland als provisorisches Mitglied in die EJU aufgenommen. Im Februar 1953 nahm der Judo-Trainerrat im DS an der DHfK seine Arbeit auf. Der Trainerrat trat danach in regelmäßigen Abständen zusammen, um die Ausbildung der Judotrainer zu verbessern und die theoretischen und praktischen Grundlagen dafür zu erarbeiten. Im Juni 1953 fanden mit Beteiligung westdeutscher Judoka die ersten deutschen Jugend-Meisterschaften in Magdeburg statt. Im Institut für Kampfsport an der DHfK wurde im September 1953 die Fachrichtung Judo mit den Lehrkräften Horst Wolf und Siegmund Haunschild eingerichtet. In Verbindung mit der Ausbildung der Studenten im Judo und den Erfahrungen des Trainerrates wurde Lehrmaterial erstellt und die Theorie und Methodik des Judo-Trainings weiterentwickelt. Das Lehrmaterial war auch Grundlage der späteren Judo-Lehrbücher von Horst Wolf.

Nachdem sich im August 1953 in der Bundesrepublik der Deutsche Judo-Bund (DJB) gegründet hatte, veranstalteten der DAB und der DJB voneinander getrennt Judo-Meisterschaften in Westdeutschland. Gemäß den DAU-Vereinbarungen wurden wie in den Vorjahren auch Teilnehmer aus der DDR zu den Meisterschaften des DAB eingeladen. Im Dezember 1953 gewannen in Bremerhaven der Ost-Berliner Dietrich Schnappup im Schwergewicht und der Dresdner Werner Borsdorf im Halbschwergewicht den gesamtdeutschen Judo-Meistertitel. Die Sektion Judo im DS hatte mit dem DAB für 1954 eine gesamtdeutsche Mannschaftsmeisterschaft beschlossen. Im April 1954 fanden im Dresdner Stadtteil Niedersedlitz die fünften Judo-Einzelmeisterschaften in der DDR statt, wo der gesamtdeutsche Meister Borsdorf auch den DDR-Meistertitel errang. 

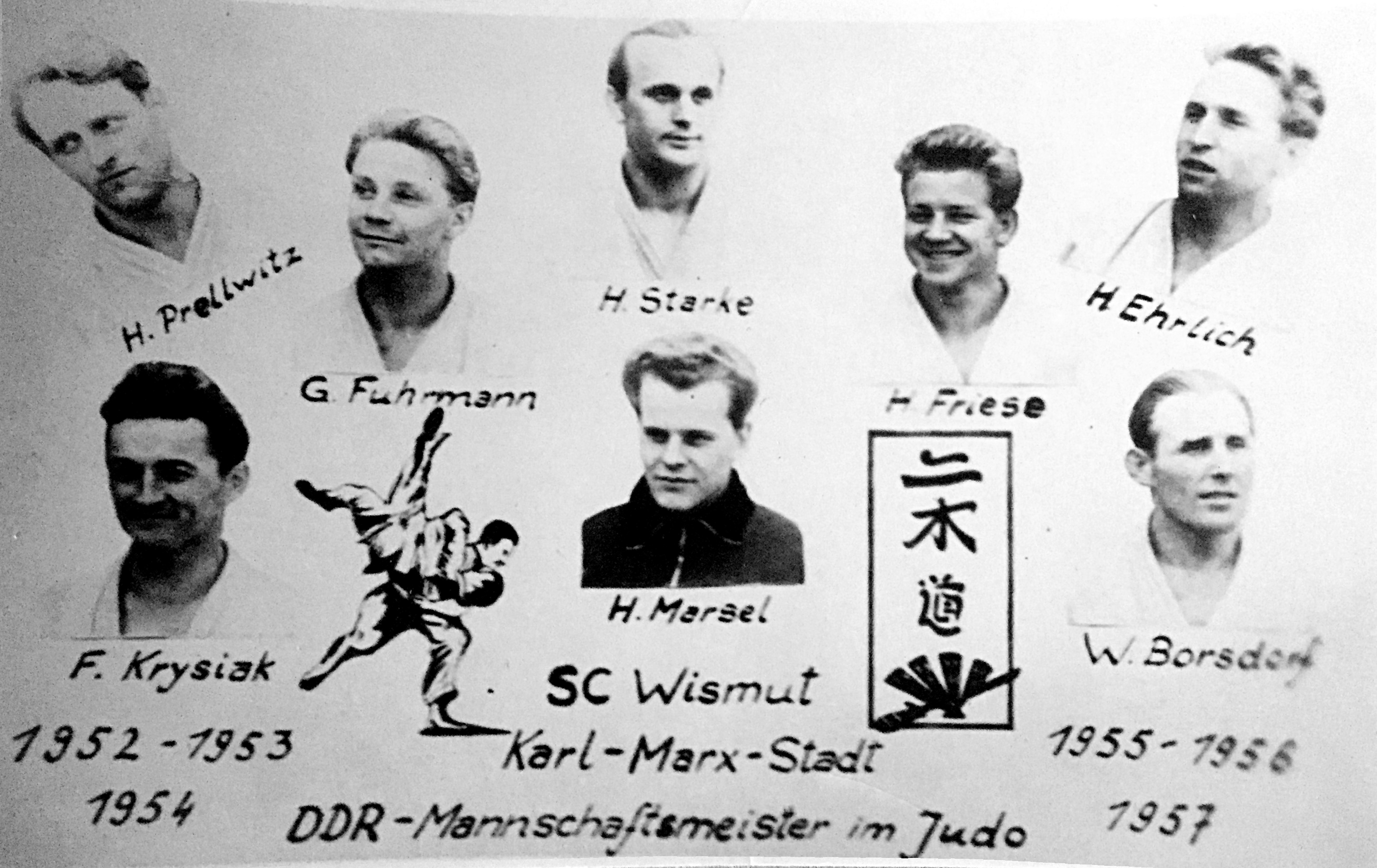
DDR-Mannschaftsmeister 1952–1957 (BSG Wismut Freital/SC Wismut Karl-Marx-Stadt)

 Für die Endrunde zur gesamtdeutschen Mannschaftsmeisterschaft qualifizierten sich die Staffeln der BSG Lokomotive Leipzig und der BSG Wismut Freital. Bei den Ausscheidungskämpfen in den westdeutschen Bundesländern setzten sich die Mannschaften vom PSV Bremerhaven und TSV München-Ost durch. Aus der gesamtdeutschen Mannschaftsmeisterschaft, die Anfang Mai 1954 in Ost-Berlin ausgetragen wurde, gingen die Freitaler vor dem TSV München-Ost als Sieger hervor. Auf Grund des Alleinvertretungsanspruchs des „Deutschen Judo-Bundes“ ruhten ab Dezember 1954 die offiziellen, innerdeutschen Sportbeziehungen der Judoka.
Die Dan-Träger der Sektion Judo im DS verständigten sich im Verlauf des Jahres 1953 wegen der aus politischen Gründen teils feindseligen Haltung Alfred Rhodes und des Deutschen Dan-Kollegiums (DDK) darauf, in der DDR ein eigenes Dan-Kollegium zu organisieren. Am 8. Mai 1954 gründete sich in Ost-Berlin schließlich das Dan-Kollegium in der DDR, dem die ostdeutschen Dan-Träger Hans Becker, Ernst Lassahn, Ewald Schönrock, Karl Knoop und Lothar Skorning angehörten. Das Dan-Kollegiums in der DDR, unter der Leitung von Hans Becker, führte 1954 erstmals eine Dan-Prüfung in der DDR durch. Ende Mai 1954 reiste auf Einladung des Tschechoslowakischen Judoverbandes erstmals eine DDR-Judoauswahlmannschaft ins Ausland. Beim Aufeinandertreffen der beiden Auswahlmannschaften unterlag die DDR-Mannschaft am 23. Mai in Hradec Králové mit 2:10 und gestaltete das zweite Treffen am 26. Mai in Pilsen unentschieden. Herausragender Judoka der DDR war dabei Arno Frank, der alle seine Kämpfe gewann und dabei den Europameister von 1954 Zdeněk Písařík besiegte. Die letzten gesamtdeutschen Judo-Einzelmeisterschaften der Jugend wurden am 17. und 18. Juli 1954 in Leipzig ausgetragen, wobei die DDR-Judoka sechs der neun Titel errangen.
Im Dezember 1954 fand in Brüssel ein EJU-Kongress statt, bei dem die Sektion Judo zusammen mit dem Tschechoslowakischen Judoverband ohne Gegenstimmen als erste Vertreter aus Staaten des Ostblocks als Vollmitglieder in die EJU aufgenommen wurden. Mit Datum zum 29. Dezember 1954 beendete der DAB seine Tätigkeit für den westdeutschen Judosport zu Gunsten des DJB, wodurch auf der Judo-Verbandsebene die gesamtdeutschen Sportbeziehungen der Sektion Judo unterbrochen wurden.

### 1955–1958
Am 21. Mai 1955 fanden die Judowettkämpfe um den Mitropa-Cup der EJU in Nürnberg statt, an denen sieben Judoka einer DS-Auswahlmannschaft teilnahmen. Während der Präsidiumstagung der Sektion Judo im Dezember 1955 wurden Lothar Skorning als Präsident bestätigt und Ewald Schönrock, Horst Wolf und Siegmund Haunschild zu Vizepräsidenten gewählt. Die DDR-Judoka kamen im internationalen Sportbetrieb durch den Alleinvertretungsanspruch der Bundesrepublik von 1956 bis 1960 nicht voran. Die führenden europäischen Judo-Nationen, Frankreich, Großbritannien und die Niederlande, sahen die deutschen Judoka vorrangig durch den DJB vertreten. Die Judoka der Polizei-Sportvereinigungen Vorwärts und Dynamo nahmen an diversen Spartakiaden der bewaffneten Organe in den Staaten des Warschauer Pakts teil und konnten dort internationale Wettkampf-Erfahrungen sammeln. Die ursprünglich vom DS und DAB mit der DAU initiierten innerdeutschen Sportbeziehungen kamen infolge der politischen Auseinandersetzungen vollständig zum Erliegen. Nach den gesamtdeutschen Judo-Meisterschaften 1954 gab es bis zu den Ausscheidungen für die Olympischen Sommerspiele 1964 keine offiziellen innerdeutschen Judowettkämpfe. Eine Ausnahme davon war 1956 ein inoffizieller Wettkampf der DDR-Meistermannschaft des „SC Wismut Karl-Marx-Stadt“ mit dem „VfL Tegel 1891“, zu dem der VfL als westdeutscher Mannschaftsmeister die Judoka des SC Wismut nach West-Berlin eingeladen hatte und den die Westberliner Judoka gewannen. In dieser Zeit erschienen im Sportverlag Berlin in erster Auflage die Judo-Lehrbücher von Horst Wolf:
- 1955: Judo-Kampfsport. Die Technik und Methodik der Judo-Grundschule
- 1957: Judo für Fortgeschrittene
- 1958: Judo-Selbstverteidigung
Diese Lehrbücher waren für viele interessierte Laien und angehende Übungsleiter der Einstieg in den Judosport. Basierend auf der Kawaishi-Methode und „auf dem Gokyo-No-Kaisetsu des Kodokan wurden diese Lehrbücher die Grundlage für das Graduierungssystem und die Ausbildungspläne im DDR-Judo. Sie sind mit über 20. Auflagen erschienen und haben auch heute noch ihren Wert für die Theorie und Praxis des Judotrainings“.
Im November 1955 wurden in Rostock die sechsten DDR-Meisterschaften ausgetragen, wobei ein Generationswechsel bei den aktiven Judoka sichtbar wurde. Bis 1958 setzten sich immer mehr die Nachwuchs-Judoka der neu gegründeten Sportclubs SC Dynamo Berlin, ZSK Vorwärts Strausberg, SC DHfK Leipzig, SC Lokomotive Leipzig und SC Wismut Karl-Marx-Stadt durch. Mit der Auflösung des DS und der Gründung des DTSB im April 1957 wurde ein neuer Abschnitt in der Entwicklung des DDR-Sports eingeleitet. Für die sehr stark in der DHfK verankerte Sektion Judo wurden im Hinblick auf die zunehmende Bedeutung der Sportclubs organisatorische Veränderungen erforderlich. In der Sektion Judo waren 1958 ca. 5800 Judoka organisiert.

## Judo im Deutschen Judo-Verband der DDR
Der Deutsche Judo-Verband der DDR (DJV) wurde am 19. April 1958 in Leipzig mit dem Ziel gegründet, den Judosport in den seit April 1957 bestehenden Deutschen Turn- und Sportbund (DTSB) einzugliedern. Als Präsident des DJV wurde Lothar Skorning gewählt, Vizepräsidenten wurden Ewald Schönrock und Siegmund Haunschild. Der DJV übernahm als Nachfolger der Sektion Judo die Mitgliedschaft in der EJU und trat kurz nach seiner Gründung dem DTSB als Sportverband bei.

### 1958–1960
Unter der Präsidentschaft von Lothar Skorning nahmen im Mai 1958 in Barcelona erstmals DDR-Judoka an einer Europameisterschaft (EM) teil, blieben aber noch ohne Medaillen. Für die EM-Teilnahme 1958 war dem DJV die besondere Situation Franco-Spaniens von Nutzen, dessen Regierung außenpolitisch in Westeuropa größere Anerkennung provozieren wollte, indem sie den westdeutschen Alleinvertretungsanspruch ignorierte. Bei den EM der Studenten in Nizza im September 1958 errangen Hans Müller-Deck und Robert Schindler zwei Silbermedaillen für den DJV. Die erste EM-Medaille gewann Erich Zielke 1959 in Wien mit einem dritten Platz. Die EM-Teilnahme des DJV in Österreich 1959 war wegen des Neutralitätsgebots im Staatsvertrag trotz westdeutscher Proteste möglich. Als Vorsitzender im DJV-Trainerrat leitete Horst Wolf die zentrale Graduierungs- und Dan-Prüfungskommission im DJV, die 1958 die Funktionen des Dan-Kollegiums in der DDR übernommen hatte, und wurde im Mai 1959 zum Stellvertretenden Technischer Direktor in den EJU-Vorstand gewählt. Der Bann der politisch motivierten Isolation des DJV konnte bis 1960 nach und nach gebrochen werden. Zur EM 1960 in Amsterdam erhielten die DDR-Judoka die Starterlaubnis in einem NATO-Staat, wobei Helmut Hempel eine EM-Bronzemedaille gewann.

### 1961–1974
Horst Wolf übernahm im April 1961 die Präsidentschaft und leitete eine Vielzahl struktureller Veränderungen im DJV ein. In Ost-Berlin wurde ein Generalsekretariat eingerichtet. Der DJV folgte damit der Entwicklung der Berliner Sportclubs ASK Vorwärts und SC Dynamo, die zu maßgebenden Leistungszentren geworden waren. Ab 1961 gab der DJV die Fachzeitschrift Judo als regelmäßig erscheinendes Mitteilungsblatt heraus. Die Leitung des DJV-Trainerrats wurde sukzessive an Henry Hempel übertragen, der 1962 die Funktion des DJV-Cheftrainers übernahm. Zur Förderung der neu entstandenen Judo-Sektionen in den verschiedenen Sportgemeinschaften nahmen von 1961 bis 1964 die Judoka der Sportclubs nach Beschluss des DJV-Präsidiums nicht an den DDR-Mannschaftsmeisterschaften teil.
Der Perspektivplan des DJV bis 1972 sah die Förderung des Judos an den Hochschulen und Universitäten vor. Judo wurde in den Jahren 1965/1966 Teil des obligatorischen Studentensports. Dazu führte der DJV Lehrgänge zur Ausbildung der Hochschul-Sportlehrer und -Trainer durch. Diese Lehrgänge fanden großen Zulauf, da viele Hochschulsportgemeinschaften (HSG) eine Judo-Sektion hatten. In Berlin, Leipzig, Halle, Magdeburg und Karl-Marx-Stadt gab es sehr kampfstarke HSG-Judo-Mannschaften, die bei Studenten-Meisterschaften auf nationaler und internationaler Ebene erfolgreich waren. Ab 1970 organisierte der DJV DDR-Meisterschaften der Studenten, die als Mannschafts- und Einzelwettbewerb ausgetragen wurden. Im Jahr 1969 wurde Horst Wolf als Vertreter der EJU in die Kampfrichter-Kommission der International Judo Federation (IJF) berufen.
Die EJU vergab die EM 1964 und 1970 an den DJV nach Ost-Berlin. 1964, 1965 und 1966 wurde die DJV-Auswahlmannschaft im Mannschaftswettbewerb EM-Dritter. Bei der EM 1961 in Mailand wurde Herbert Niemann als erster DJV-Judoka Europameister. Danach errang er 1962 in Essen und 1965 in Madrid noch zwei weitere EM-Titel. In den Ausscheidungskämpfen für die deutsche Olympiamannschaft 1964 errang er als einziger DJV-Judoka einen Startplatz im Olympiateam, konnte aber in Tokio verletzungsbedingt keine Medaille gewinnen.
Im Auftrag des DJV verfasste Hans Müller-Deck die Broschüre Nage-No-Kata und Katame-No-Kata, die 1966 vom DJV herausgegeben wurde. Diese Danbroschüre, die bis 1985 in vier Auflagen erschien, ergänzte für Dan-Kandidaten die Judo-Lehrbücher von Horst Wolf und unterstützte sie bei der Vorbereitung auf die Dan-Prüfungen. Gerhard Lehmann, Hans Müller-Deck und Willi Lorbeer erarbeiteten zusätzlich das Ausbildungsprogramm im Deutschen Judo-Verband der DDR, das 1969 vom DJV veröffentlicht wurde. Zur Förderung des Hochleistungssports im DJV wurden die besten Judoka sukzessive bis 1969 in dann nur noch drei Sportclubs – SC Dynamo Hoppegarten, ASK Frankfurt/Oder und SC Leipzig – zusammengefasst und dort von hoch qualifizierten Judotrainern betreut. Weitere Europameister des DJV im Zeitraum bis 1974 waren: Karl Nitz (1963), Klaus Hennig (1970), Rudolf Hendel (1970, 1971), Helmut Howiller (1971) und Dietmar Hötger (1972, 1973).
Helmut Howiller und Dietmar Hötger errangen bei den Weltmeisterschaften (WM) 1971 in Ludwigshafen mit dritten Plätzen die ersten beiden WM-Medaillen für den DJV. Im DDR-Olympiateam 1972 gewann Dietmar Hötger Bronze und damit als erster DJV-Judoka eine Olympiamedaille. Bei der WM 1973 in Lausanne gewannen die DJV-Judoka eine Silber-Medaille (Dietmar Hötger) und drei Bronzene (Bernd Look, Dietmar Lorenz, Wolfgang Zuckschwerdt).
Ausgehend von den Lehren der Kodokan-Schule und der Kawaishi-Methode war Judo im DJV bis Anfang der 1960er Jahre als Männersport konzipiert worden. In den Judo-Sektionen der Sportvereine hatten jedoch auch Frauen und Kinder unter 14 Jahren den Judosport aufgenommen. Daher erarbeitete der DJV in der Kinder- und Jugendkommission und der Frauen-Kommission entsprechende Trainingsvorgaben und Wettkampfregeln. Ab 1966 fanden Kinder- und Jugendspartakiaden statt, an denen auch Judoka teilnahmen. 1966 richtete der DJV die erste DDR-Meisterschaft für Frauen aus.

### 1974–1987
1974 wurde Gerhard Grafe zum DJV-Präsidenten gewählt. Die Konzentration der besten männlichen Judoka in wenigen Leistungszentren (SC Dynamo Hoppegarten, ASK Vorwärts Frankfurt/Oder und SC Leipzig) führte ab 1974 im internationalen Leistungsvergleich zu immer besseren Ergebnissen. EM-Titelträger wurden: Günter Krüger (1974, 1978), Torsten Reißmann (1975, 1978, 1980, 1982), Dietmar Lorenz (1977, 2 × 1978), Harald Heinke (1978, 1979), Karl-Heinz Lehmann (1981) und Henry Stöhr (1982, 1986). Außerdem gewannen DJV-Judoka von 1974 bis 1987 neun EM-Silber-Medaillen und 29 EM-Bronze-Medaillen.
WM-Titelträger wurden: Detlef Ultsch (1979, 1983) und Andreas Preschel (1983). Außerdem gewannen DJV-Judoka von 1974 bis 1987 eine WM-Silber-Medaille und neun WM-Bronze-Medaillen. Bei der Sommerolympiade 1980 errang Dietmar Lorenz als erster deutscher Judoka eine Gold-Medaille. Außerdem gewannen die DJV-Judoka bei der Olympiade 1980 noch drei Bronze-Medaillen. Wegen des Boykotts der Sommerolympiade 1984 durch die DDR konnten DJV-Judoka bis 1988 keine weiteren Olympiasiege erringen.
1974, 1976 und 1977 wurde die DJV-Auswahlmannschaft im Mannschaftswettbewerb EM-Dritter. Der SC Dynamo Hoppegarten wurde 1977 Europapokal-Sieger. Das von den Trainern Henry Hempel und Dietmar Hötger berufene DJV-Team, das zur EM in Helsinki 1978 antrat, ging als Wunderteam in die EM-Historie ein. Die DJV-Judoka errangen in Helsinki fünf der insgesamt acht Gold-Medaillen und alle teilnehmenden DJV-Judoka erreichten einen Medaillenrang. Die Kehrseite dieser Erfolge war, dass seit Anfang der 1970er Jahre die drei Sportclubs SC Dynamo Hoppegarten, ASK Vorwärts Frankfurt/Oder und SC Leipzig die DDR-Meisterschaften der Herren nur noch unter sich ausmachten. Judo-Sektionen anderer Sportgemeinschaften waren dagegen chancenlos. Auch im Hinblick auf das seit 1972 jährlich ausgetragene Mannschaftsturnier um den Judo-Klubpokal der Sportclubs reagierte der DJV und schloss ab 1978 die drei Sportclubs von der Teilnahme an den DDR-Mannschaftsmeisterschaften aus. Damit sollte die Basis des Leistungssports in den Sportvereinen erhalten und verbreitert werden. Im Auftrag der EJU richtete der DJV 1977 die Junioren-EM in Berlin und die EM der Herren 1982 in Rostock aus. Die Berufung von Heinz Kempa zum Generalsekretär der IJF bestätigte 1978 die besondere Anerkennung der Arbeit des DJV auf europäischer und internationaler Ebene.
Obwohl seit 1966 DDR-Meisterschaften der Frauen stattfanden, wurden weibliche Judoka nicht in Leistungszentren der Sportclubs übernommen. Ohne diese Förderung blieb den Frauen im DJV die Tür zum internationalen Höchstleistungssport genauso verschlossen wie jenen Judomännern, die nach strenger Leistungsauswahl nicht in einen der Sportclubs aufgenommen wurden. Ausnahmetalente wie Petra Sonntag aus Schmalkalden – Seriensiegerin bei den DDR-Meisterschaften von 1980 bis 1987 – bekamen trotz guter Siegchancen keine Gelegenheit an den seit 1977 etablierten Judo-EM der Frauen teilzunehmen. Judo wurde in den 1970er Jahren in die Lehrpläne für den Sportunterricht der Schulen aufgenommen. Grundlage dafür waren Trainingsprogramme, die der DJV mit Sportwissenschaftlern der DHfK ausgearbeitet hatte und systematisch weiterentwickelte. Die enge Zusammenarbeit des DJV mit dem Institut für Kampfsport an der DHfK stellte sicher, dass neuere Erkenntnisse der Trainingsmethodik und der Wettkampfgestaltung erfasst, analysiert und umgesetzt wurden.

### 1988–1990
1988 wurde der Rektor der DHfK, Gerhard Lehmann, zum DJV-Präsidenten gewählt. Für dieses Amt hatte er sich als Sportwissenschaftler im Präsidium des DJV und als Leiter des Instituts für Kampfsport an der DHfK qualifiziert. DJV-Verbandstrainer wurde Frank-Michael Friedrich. Bei der Sommerolympiade 1988 in Seoul gewannen die DJV-Judoka zwei Silber-Medaillen und eine Bronzene. 1989 wurde die DJV-Auswahlmannschaft der Männer im Mannschaftswettbewerb EM-Dritter. Auf Beschluss des DJV wurden ab 1989 weibliche Spitzen-Judoka in die Trainingszentren der Sportclubs aufgenommen, um auch sie gezielt auf die EM-, WM- und Olympiateilnahme vorzubereiten. Dazu wurde am 1. September 1989 Jörg Großkopf, der bis dahin Trainer der DJV-Nachwuchsmannschaft war, zum ersten Cheftrainer der DJV-Frauenmannschaft berufen. Im Zuge dieser Maßnahme fielen 1989 die DDR-Meisterschaften der Frauen aus. Von 1988 bis 1990 gewannen DJV-Judoka fünf EM-Silber-Medaillen und vier EM-Bronze-Medaillen, dabei 1990 mit Susann Singer und Jana Perlberg erstmals auch Frauen. Bei der WM 1989 errangen DJV-Judoka je eine Silber- und Bronze-Medaille.
Im DJV fand ab Frühjahr 1989 das zuvor in der DDR als Sportart nicht anerkannte Karate eine offizielle Heimat. Der aus Finnland stammende, deutschsprachige Danträger und Karateka Risto Kiiskilä begann anschließend, Shōtōkankarate im DJV aufzubauen.
Wegen der Wende 1990 musste sich Gerhard Lehmann als Rektor der DHfK auf die Entwicklungen im Hochschulbetrieb konzentrieren und erklärte deshalb seinen Rücktritt als DJV-Präsident.

### 1990–1991
1990 übernahm Dr. Erhard Buchholz das Amt des DJV-Präsidenten. Er hatte im Rahmen der HSG der Pädagogischen Hochschule Potsdam für den DJV bis 1987 ein Trainings- und Leistungszentrum aufgebaut. Mit Unterstützung der DJV-Funktionäre aller Ebenen gelang es ihm, die DJV-Organisation den neuen Länder- und Vereinsstrukturen anzupassen. Außerdem veranlasste er die erstmalige Nominierung weiblicher Spitzen-Judoka des DJV zu den Judo-EM der Frauen 1990. Die Sportclubs verloren ab Januar 1990 zwar viele aktive Judoka durch Abwanderung in westdeutsche Judovereine, aber gleichzeitig waren die Leistungszentren wichtige Schaltstellen bei der Gründung neuer Judo-Landesverbände und der Bildung neuer Judosportvereine.
Mitte 1990 begannen Verhandlungen mit dem DJB. Verhandlungsführer des DJV war Erhard Buchholz, der die Interessen der ca. 59000 DJV-Judoka zu vertreten hatte. Vor der Vereinigung der beiden Verbände wurde eine gemeinsame Graduierungs- und Prüfungsordnung vereinbart. Dabei konnte der mit diesem Thema betraute DJV-Unterhändler Helmut Bark Grundsätze und Verfahrensweisen des DJV in die Verhandlungen einbringen und diese  mit Erfolg für die neuen, ostdeutschen Judo-Landesverbände behaupten. In der Hektik der Neuorientierung verlor der DJV allerdings die Verbindung zu seiner sportwissenschaftlichen Komponente, die im Institut für Kampfsport der DHfK verhaftet war. Mit der Schließung der DHfK im November 1990 blieben international anerkannte Judoexperten des DJV, wie Manfred Michelmann, Hans Müller-Deck oder Gerhard Lehmann, auf der Strecke und spielten beim Vereinigungsprozess mit dem DJB keine Rolle. Verhandlungsführer auf Seiten des DJB war Präsident Klaus-Jürgen Schulze, der für ca. 138000 DJB-Judoka verhandelte. Am 2. Februar 1991 vereinigten sich der DJB und der DJV in Passau unter dem Namen Deutscher Judo-Bund. Klaus-Jürgen Schulze wurde zum DJB-Präsidenten gewählt und Erhard Buchholz nahm die Position des Vize-Präsidenten und designierten Nachfolgers ein. Dietmar Hötger wechselte in den Trainerstab des DJB und wurde 1993 DJB-Cheftrainer.

## Ergebnisse der Mannschaftsmeisterschaft (Herren)
| Jahr | DDR-Meister                                  | Platz 2                                      | Platz 3                                      | Platz 3                                      |
| ---- | -------------------------------------------- | -------------------------------------------- | -------------------------------------------- | -------------------------------------------- |
| 1952 | BSG Einheit Dresden Süd                      |                                              |                                              |                                              |
| 1953 | BSG Wismut Freital                           |                                              |                                              |                                              |
| 1954 | BSG Wismut Freital                           |                                              |                                              |                                              |
| 1955 | SC Wismut Karl-Marx-Stadt                    |                                              |                                              |                                              |
| 1956 | SC Wismut Karl-Marx-Stadt                    |                                              |                                              |                                              |
| 1957 | SC Wismut Karl-Marx-Stadt                    |                                              |                                              |                                              |
| 1958 | SC Dynamo Berlin                             | ASK Vorwärts Berlin                          | SC Wismut Karl-Marx-Stadt                    |                                              |
| 1959 | ASK Vorwärts Berlin                          | BSG Wismut Freital                           | SC Dynamo Berlin                             |                                              |
| 1960 | ASK Vorwärts Berlin                          | BSG Wismut Freital                           | SC Dynamo Berlin                             |                                              |
| 1961 | HSG Wissenschaft Humboldt-Universität Berlin | SC DHfK Leipzig                              | BSG Wismut Freital                           |                                              |
| 1962 | HSG Wissenschaft Humboldt-Universität Berlin | BSG Motor Magdeburg                          | BSG Wismut Dresden                           |                                              |
| 1963 | HSG Wissenschaft Humboldt-Universität Berlin | SG Dynamo Berlin-Hohenschönhausen            | BSG Motor Magdeburg Südost                   |                                              |
| 1964 | HSG Wissenschaft Humboldt-Universität Berlin | BSG Motor Magdeburg Südost                   | SG Dynamo Magdeburg                          |                                              |
| 1965 | SC Dynamo Berlin                             | SC DHfK Leipzig                              | HSG Wissenschaft Humboldt-Universität Berlin |                                              |
| 1966 | SC Dynamo Berlin                             | ASK Vorwärts Berlin                          | SC DHfK Leipzig                              |                                              |
| 1967 | SC Dynamo Hoppegarten                        | HSG Wissenschaft Humboldt-Universität Berlin | BSG Motor Wolgast                            |                                              |
| 1968 | SC Dynamo Hoppegarten                        | ASK Vorwärts Berlin II                       | ASK Vorwärts Berlin                          | SC DHfK Leipzig                              |
| 1969 | SC Dynamo Hoppegarten                        |                                              |                                              |                                              |
| 1970 | SC Dynamo Hoppegarten                        | SC Leipzig                                   | HSG Wissenschaft Humboldt-Universität Berlin | SC Dynamo Hoppegarten II                     |
| 1971 | SC Dynamo Hoppegarten                        | ASK Vorwärts Frankfurt/O                     | SC Leipzig                                   | HSG Wissenschaft Humboldt-Universität Berlin |
| 1972 | ASK Vorwärts Frankfurt/O                     |                                              |                                              |                                              |
| 1973 | ASK Vorwärts Frankfurt/O                     | SC Dynamo Hoppegarten                        | SC Leipzig                                   | HSG Wissenschaft Humboldt-Universität Berlin |
| 1974 | SC Dynamo Hoppegarten I                      | SC Dynamo Hoppegarten II                     | ASK Vorwärts Frankfurt/O                     | SC Leipzig                                   |
| 1975 | SC Dynamo Hoppegarten                        | SC Leipzig                                   | SC Dynamo Hoppegarten II                     | ASK Vorwärts Frankfurt/O II                  |
| 1976 | SC Dynamo Hoppegarten                        | SC Leipzig                                   |                                              |                                              |
| 1977 | SC Leipzig                                   | ASK Vorwärts Frankfurt/O                     | BSG Rotation Berlin I                        | BSG Rotation Berlin II                       |
| 1978 | BSG Rotation Berlin I                        | BSG Motor Wolgast                            | BSG Rotation Berlin II                       | ASG Vorwärts Perleberg                       |
| 1979 | BSG Rotation Berlin                          | BSG Rotation Berlin II                       | BSG Rotation Berlin III                      | ASG Vorwärts Trollenhagen                    |
| 1980 | BSG Rotation Berlin                          | BSG Rotation Berlin II                       | BSG Motor Magdeburg                          | TSG Rodewisch                                |
| 1981 | BSG Rotation Berlin                          | SG Dynamo Hohenschönhausen                   | BSG Motor Wolgast                            | BSG Rotation Berlin II                       |
| 1982 | BSG Rotation Berlin                          | SG Dynamo Hohenschönhausen                   | BSG Motor Wolgast I                          | BSG Motor Wolgast II                         |
| 1983 | BSG Rotation Berlin                          | SG Dynamo Hohenschönhausen                   | HSG Uni Rostock                              | SG Dynamo Fürstenwalde                       |
| 1984 |                                              |                                              |                                              |                                              |
| 1985 | SG Dynamo Hohenschönhausen                   | TSG Rodewisch                                | HSG DHfK Leipzig                             | BSG Motor Wolgast                            |
| 1986 |                                              |                                              |                                              |                                              |
| 1987 |                                              |                                              |                                              |                                              |
| 1988 |                                              |                                              |                                              |                                              |
| 1989 |                                              |                                              |                                              |                                              |